# 余海清
余海清（1903年—1961年）是云南宁蒗人，中华人民共和国政治人物。
担任黑彝头，滇西北人民行政公署凉山彝务办事处副主任。1954年，当选第一届全国人民代表大会代表。